# Regeringsformatie België juli-augustus 1946
Na de val van de regering-Van Acker III (bestaande uit de socialistische BSP-PSB, de communistische KPB-PCB en de Liberale Partij) op 9 juli 1946 ging de formatie van een nieuwe Belgische regering van start. De formatie duurde 25 dagen en leidde tot de vorming van de regering-Huysmans.

## Verloop van de formatie

### Aanloop naar de formatie
Minister van Justitie Adolphe Van Glabbeke (Liberale Partij) kwam onder vuur te liggen nadat bleek dat hij naar de militaire rechtbanken een circulaire had gestuurd waarin hij zijn interpretatie gaf van het wetsbesluit van 25 mei 1945, waarin werd geformuleerd welke daden van economisch collaboratie strafbaar waren. Van Glabbeke pleitte ervoor om bij de beoordeling van grote economische collaboratie rekening te houden met verzachtende omstandigheden, bijvoorbeeld omdat het volgens Van Glabbeke nodig was geweest om tijdens de Duitse bezetting in de Tweede Wereldoorlog een zekere mate van economische activiteit te behouden. Deze circulaire stootte op kritiek bij Willy Loppens, de eerste voorzitter van het Krijgshof in Brussel, die Van Glabbeke beschuldigde van beïnvloeding van het gerecht en miskenning van de scheiding der machten. Naar aanleiding van het conflict met Loppens werd Van Glabbeke op 3 juli 1946 in de Senaat geïnterpelleerd door de socialist Henri Rolin, die de minister van Justitie verweet de economische collaboratie te minimaliseren en pogingen te ondernemen om gerechtelijke onderzoeken hieromtrent te beïnvloeden. Omdat dit binnen de regering tot spanningen dreigde te leiden tussen de socialisten en de liberalen, werd door de meerderheidspartijen beslist om in het parlement een motie in te dienen waarin gesteld werd dat de regering de scheiding der machten moest waarborgen, alsook de onafhankelijkheid van het gerecht bij de bestraffing van economische collaboratie. Deze motie werd op 9 juli 1946 ter stemming voorgelegd, maar werd met 79 tegen 78 stemmen en 3 onthoudingen verworpen. Omdat premier Achiel Van Acker (BSP) de afkeuring van deze motie als een motie van wantrouwen tegen de regering beschouwde, bood hij de volgende dag aan prins-regent Karel het ontslag van de regering aan. De prins-regent aanvaardde het ontslag en belastte de regering-Van Acker III met het afhandelen van de lopende zaken.
Dezelfde dag nog begon het staatshoofd raadplegingen met het oog op de vorming van een nieuwe regering en ontving hij Kamervoorzitter Frans Van Cauwelaert en Senaatsvoorzitter Robert Gillon. Op 12 juli werden partijvoorzitters August de Schryver (van de christendemocratische oppositiepartij CVP-PSC), Julien Lahaut (KPB-PCB), Roger Motz (Liberale Partij) en Max Buset (BSP-PSB) in audiëntie ontvangen.
Op 17 juli wilde de prins-regent CVP-PSC-voorzitter August de Schryver belasten met de opdracht om een regering te vormen, maar die weigerde. De dag nadien kreeg ontslagnemend premier Achiel Van Acker (BSP) een formateursopdracht aangeboden, maar ook hij weigerde. Van Acker wilde namelijk een vierledige regering van christendemocraten, socialisten, liberalen en communisten vormen, terwijl het socialistische partijbureau daar niet van wilde weten en een hernieuwde linkse regering met de communisten en de liberalen op de been wilde brengen. Vervolgens werd Paul Struye, de voorzitter van de Senaatsfractie van CVP-PSC, aangezocht als formateur, maar die hield zijn antwoord in beraad in afwachting van de bijeenkomst van de socialistische partijraad op 20 juli, die zich zou uitspreken over de regeringsonderhandelingen en een eventuele vierledige coalitie. De partijraad keurde een motie goed waarin de beslissing van het partijbureau werd gevolgd en gesteld werd dat de voorwaarden van de CVP-PSC voor regeringsdeelname onaanvaardbaar waren. Deze voorwaarden betroffen onder andere een referendum over de Koningskwestie, waarbij de christendemocraten lijnrecht tegenover de andere partijen stonden, een snelle invoering van het vrouwenstemrecht en extra investeringen in het vrij technisch onderwijs. Als gevolg hiervan besloot Struye zijn formateursopdracht niet te aanvaarden, waarna uittredend minister van Buitenlandse Zaken Paul-Henri Spaak (PSB) de vraag kreeg om een nieuwe regering te vormen.

### Onderhandelingen onder Paul-Henri Spaak

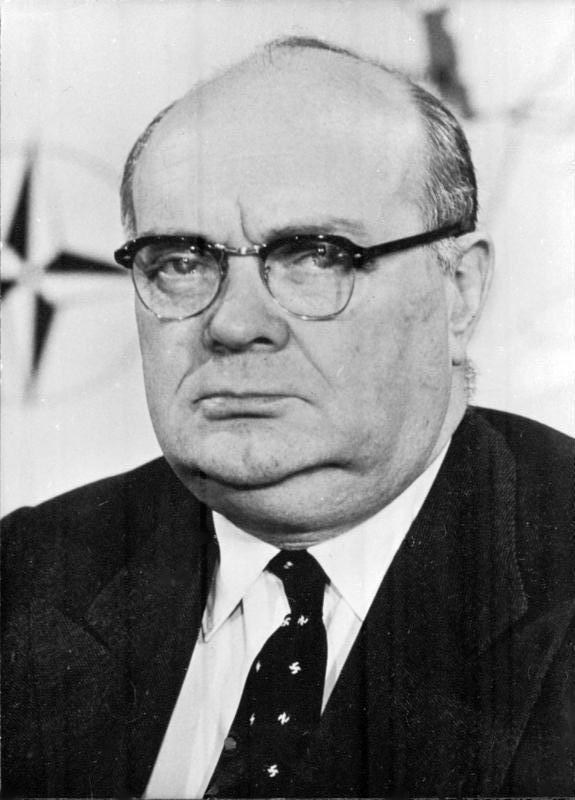
Paul-Henri Spaak.

Net als Struye besloot ook Spaak om zijn antwoord in beraad te houden: eerst wilde hij weten of de liberalen bereid waren om in een nieuwe linkse regering te stappen. Op 22 juli ging het partijbureau van de Liberale Partij akkoord met deelname aan dergelijke regering, op voorwaarde dat het financieel-economisch beleid en het beleid inzake oorlogsschade en hulp aan oorlogsslachtoffers voorrang kreeg op netelige vraagstukken als de Koningskwestie en de invoering van het vrouwenstemrecht. Vervolgens startte Spaak onderhandelingen met de liberalen en de communisten over het programma van de nieuwe regering. Ondertussen maakte Van Acker duidelijk dat hij niet in de volgende regering zou stappen, niet als premier en ook niet als gewone minister. Als gevolg hiervan besliste ook minister van Economische Zaken Albert Devèze (LP) om uit de nieuwe regering te blijven. Op 25 juli verklaarden de socialistische, liberale en communistische ministers zich akkoord met het programma van de regering, terwijl de onafhankelijke ministers Franz de Voghel (bevoegd voor Financiën) en Albert De Smaele (bevoegd voor Nationale Wederuitrusting) het akkoord niet wensten te aanvaarden, omdat ze vonden dat de communisten een te grote invloed hadden op het financieel-economisch programma van de regering, waardoor ze een snelle aanpak van de financieel-economische problemen onmogelijk achtten. Omdat de weigering van de Voghel en De Smaele om opnieuw minister te worden een hernieuwde linkse coalitie dreigde te verzwakken, besloot Spaak voorlopig nog niet te antwoorden op de vraag of hij formateur wilde worden.
Vervolgens besliste Spaak om de christendemocraten opnieuw bij de onderhandelingen te betrekken. Hij voerde op 26 juli besprekingen met een CVP-PSC-delegatie bestaande uit voorzitter August de Schryver, Kamervoorzitter Frans Van Cauwelaert, fractieleiders Gaston Eyskens (Kamer) en Paul Struye (Senaat), ministers van Staat Henri Carton de Wiart, Cyrille Van Overbergh en Hendrik Heyman, Kamerlid Jean Duvieusart en senator Cassian Lohest om het financieel, economisch en sociaal programma van de nieuwe regering te bespreken en na te gaan onder welke voorwaarden kon worden samengewerkt met de socialisten, liberalen en communisten. De christendemocraten bleven vasthouden aan de voorwaarden die ze eerder hadden gesteld voor regeringsdeelname en vonden dat de socialisten zich moesten uitspreken over die voorwaarden. Op 26 en 27 juli ontving Spaak delegaties van de BSP-PSB (bestaande uit voorzitter Max Buset, ondervoorzitter Edward Anseele jr., minister Joseph Merlot en Kamerlid Victor Larock), de LP (bestaande uit voorzitter Roger Motz, fractieleiders Octave Dierckx (Senaat) en Léon Mundeleer (Kamer) en ministers Robert Godding en Auguste Buisseret) en de KPB-PCB (bestaande uit ministers Edgard Lalmand en Jean Terfve) om hen op de hoogte te brengen over de onderhandelingen met de CVP-PSC. Op 28 juli zette de partijraad van de socialisten het licht op groen voor verdere onderhandelingen met de CVP-PSC, waarna een  BSP-PSB-delegatie bestaande uit Max Buset, Joseph Merlot, Achiel Van Acker en minister Herman Vos op 29 juli de beslissing van de partijraad overmaakte  aan de liberale onderhandelaars, een communistische delegatie bestaande uit voorzitter Julien Lahaut, Edgard Lalmand, Jean Terfve en minister Albert Marteaux en CVP-PSC-vertegenwoordigers Gaston Eyskens en Paul Struye. Dezelfde dag gaven de communisten aan dat ze niet wensten toe te treden tot een vierledige regering met de christendemocraten. Op 30 juli onderhandelden namens de socialisten Buset, Anseele, Merlot, Van Acker en Vos en namens de CVP-PSC de Schryver, Eyskens, Struye en Duvieusart over de voorstellen van de christendemocraten over de Koningskwestie, het vrouwenstemrecht en het technisch onderwijs. De volgende dag verwierp het partijbureau van BSP-PSB de voorstellen van de CVP-PSC echter en werd beslist om een hernieuwde linkse regering te vormen. Hierdoor besloot Paul-Henri Spaak om zijn formateursopdracht niet te aanvaarden.

### Formateur Camille Huysmans (1 augustus - 3 augustus 1946)

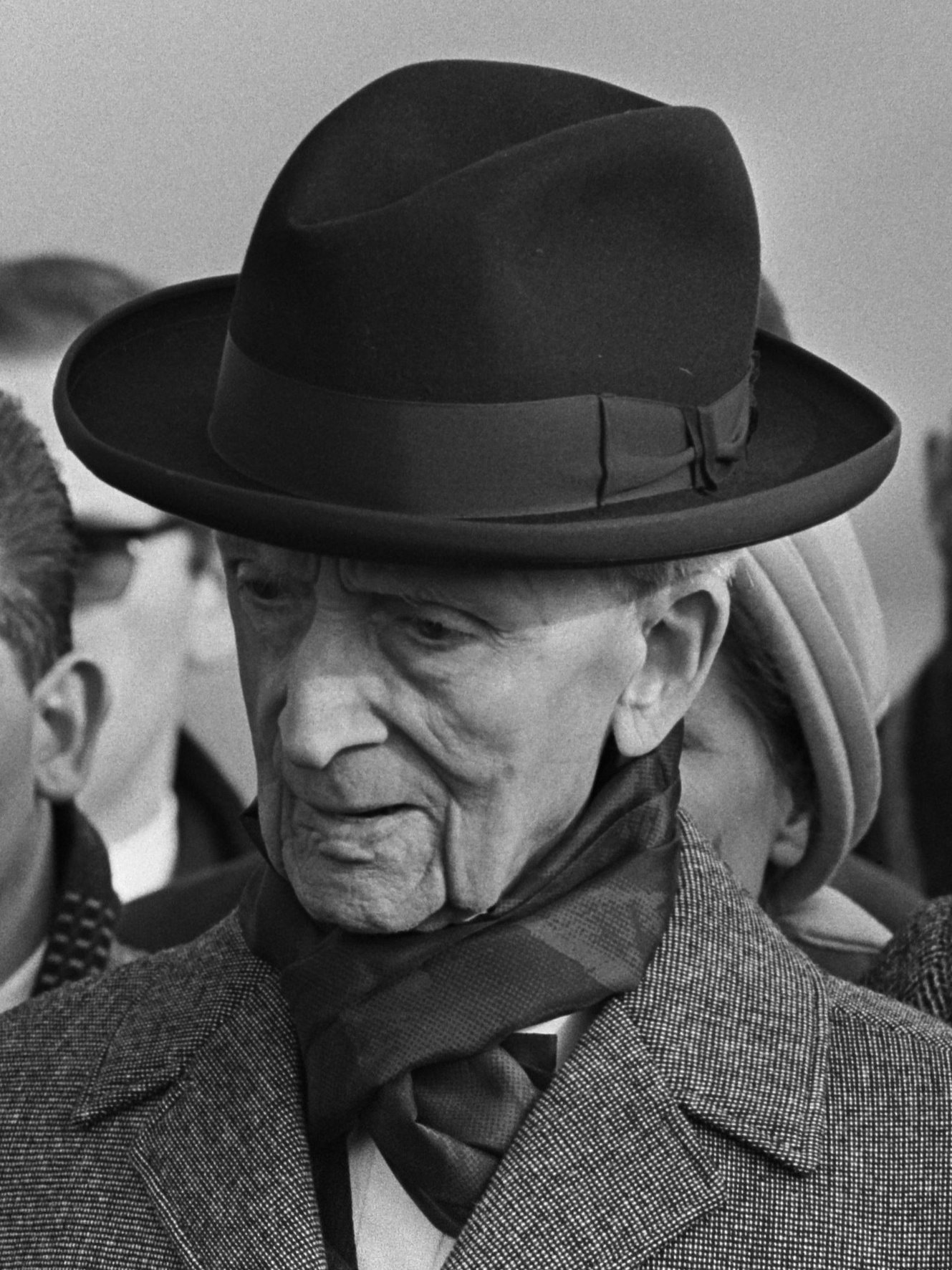
Camille Huysmans.

Op 1 augustus 1946 werd voormalig Kamervoorzitter en minister van Staat Camille Huysmans (BSP) door prins-regent Karel aangezocht als formateur. Hij aanvaardde de opdracht en nam het financieel-economische en sociale programma over dat Spaak had samengesteld, waarover de socialisten, liberalen en communisten reeds overeenstemming hadden bereikt. Nadien boog Huysmans zich over de samenstelling van de regering. Hij besliste om de samenstelling van de vorige regering over te nemen, maar zocht wel vervangers voor de ministers die niet meer deel konden of wilden uitmaken van de regering: ontslagnemend minister van Justitie Adolphe Van Glabbeke (LP) kwam niet meer in aanmerking voor een ministerpost en Albert Devèze (LP), Franz de Voghel (onafhankelijk) en Albert De Smaele (onafhankelijk) weigerden om opnieuw minister te worden. Hun vervangers werden Albert Lilar (LP), Henri Liebaert (LP), Jean Vauthier (onafhankelijk) en Paul de Groote (onafhankelijk). Ontslagnemend premier Van Acker keerde eveneens niet terug in de nieuwe regering. Op 2 augustus legde Huysmans aan de prins-regent de lijst van de 19 ministers in de regering-Huysmans voor, waarna zij op 3 augustus werden beëdigd. Op 6 augustus werd de regeerverklaring voorgelezen, in de Kamer door premier Huysmans, in de Senaat door minister Auguste Buisseret. Dezelfde dag nog gaf de Kamer haar vertrouwen aan de regering, een dag later gevolgd door de Senaat.
1919 · 1920 · 1921 · 1923 · 1924 · 1925 · 1926 · 1927 · 1929 · 1931 · mei 1932 · okt. 1932 · dec. 1932 · jun. 1934 · nov. 1934 · 1935 · 1936 · 1937 · 1938 ·  feb. 1939 · apr. 1939 · 1940 · 1944 · 1945 · feb-mrt 1946 · jul-aug 1946 · 1947 · 1948 · 1949 · jun 1950 · aug 1950 · 1952 · 1954 · jun. 1958 · nov. 1958 · 1961 · 1965 · 1966 · 1968 · 1971/72  · 1972/73 · 1974 · 1977 · 1978 · 1978/79 · apr.-mei 1980 · okt. 1980 · apr. 1981 · nov.-dec. 1981 · 1985 · oktober 1987 · 1987/88 · 1991/92 · 1995 · 1999 · 2003 · 2007 · 2008 · 2010/11 · 2014 · 2019/20 · 2024/25